# Lyconema
Lyconema is een monotypisch geslacht van straalvinnige vissen uit de familie van puitalen (Zoarcidae).

## Soort
- Lyconema barbatum Gilbert, 1896